# Marija Bistrica
Marija Bistrica – wieś w Chorwacji, w żupanii krapińsko-zagorskiej, siedziba gminy Marija Bistrica. W 2011 roku liczyła 1071 mieszkańców.
Leży w pobliżu Parku Krajobrazowego Medvednica. Znajduje się tu najważniejsze chorwackie sanktuarium maryjne.

## Historia
Pierwsza historyczna wzmianka o Mariji Bistricy pochodzi z 1209 roku. Miejscowość jest tam wymieniona jako jedna z posiadłości hrabiego Vratislava. Pierwsza wzmianka o parafii (pw. świętych apostołów Piotra i Pawła) pochodzi z 1334 roku. Marija Bistrica była typową osadą pańszczyźnianą, aż do 1848 roku, gdy ban Josip Jelačić zniósł pańszczyznę.

## Sanktuarium

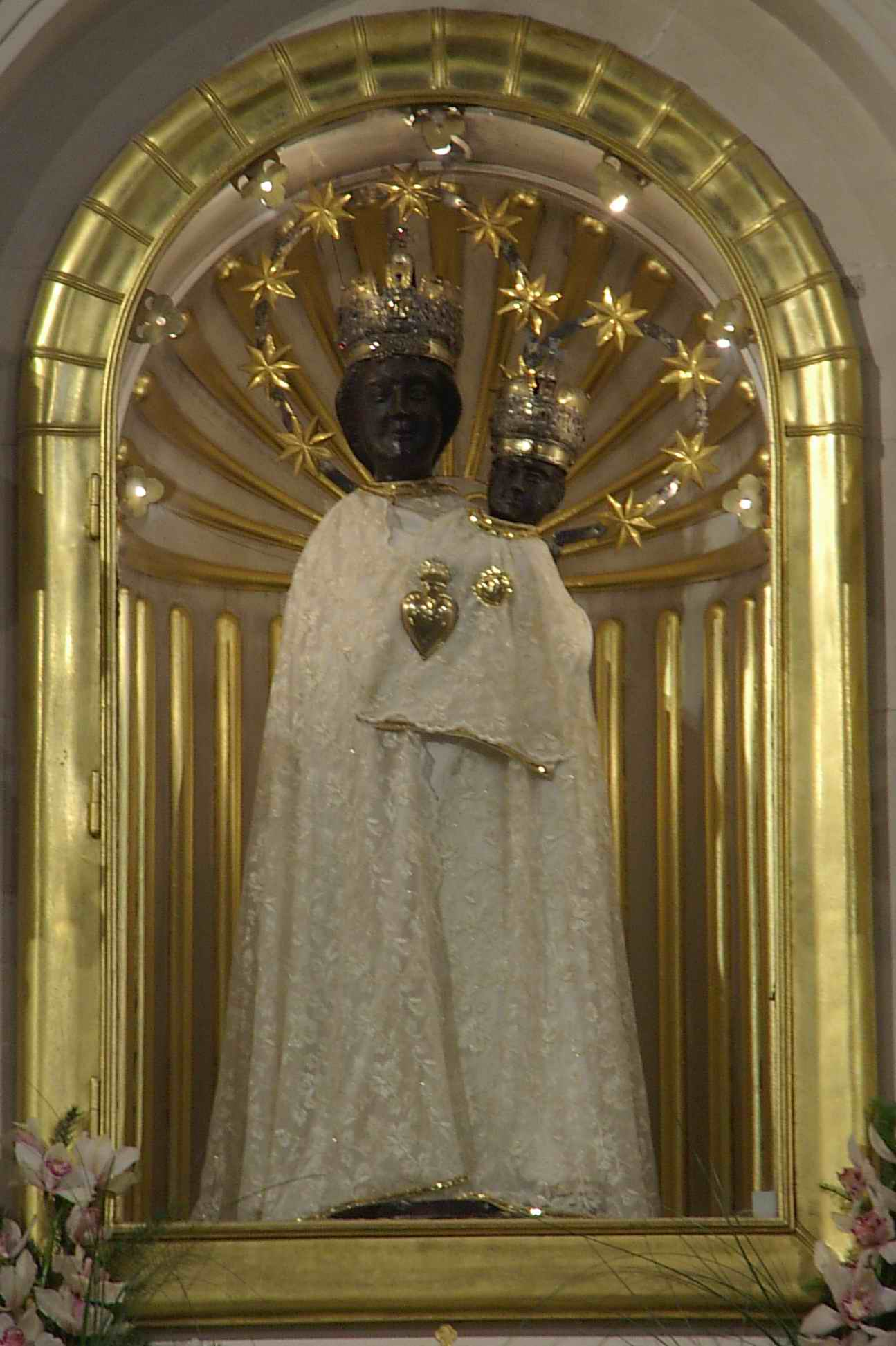
Figura Matki Bożej Bystrzyckiej

Obiektem kultu w Mariji Bistricy jest późnogotycka, drewniana figura Matki Bożej datowana na koniec XV wieku.
Tradycja mówi, że figura była początkowo (w latach 1499–1545) czczona w drewnianej kaplicy na wzgórzu Vinski Vrh 3 km od obecnej świątyni. W obliczu zagrożenia atakiem Turków 4 maja 1545 miejscowy proboszcz w tajemnicy przeniósł już wtedy słynącą cudami figurę do kościoła parafialnego w Mairiji Bistricy i zakopał pod chórem. Wiadomość o miejscu ukrycia rzeźby proboszcz zabrał ze sobą do grobu. Poszukiwania trwały do 1588 roku, gdy (według legendy) jasne światło wydobywające się spod kościelnego chóru wskazało miejsce ukrycia figury. Byo to tzw. Pierwsze Odnalezienie figury. Ponowne zagrożenie ze strony Turków spowodowało potrzebę powtórnego ukrycia figury. Tym razem została ona zamurowana z głównym ołtarzem. Drugie Odnalezienie nastąpiło w 1684 roku.
W 1710 roku parlament chorwacki zdecydował o ufundowaniu nowego ołtarza do kościoła śśw. Piotra i Pawła jako wotum przebłagalne w intencji ochrony przed nieszczęściami. Ołtarz ten został zdemontowany z niewiadomych powodów ok. roku 1791. Z powodu narastającego ruchu pielgrzymkowego w 1721 roku wybudowano drogę z Mariji Bistricy do pobliskiej Kašiny, a w 1753 przedłużono ją do Zagrzebia.
Na początku XVIII wieku kościół został rozbudowany w stylu barokowym, a w 1731 roku, podczas konsekracji kościoła zostało mu nadane nowe wezwanie – Matki Boskiej Śnieżnej.

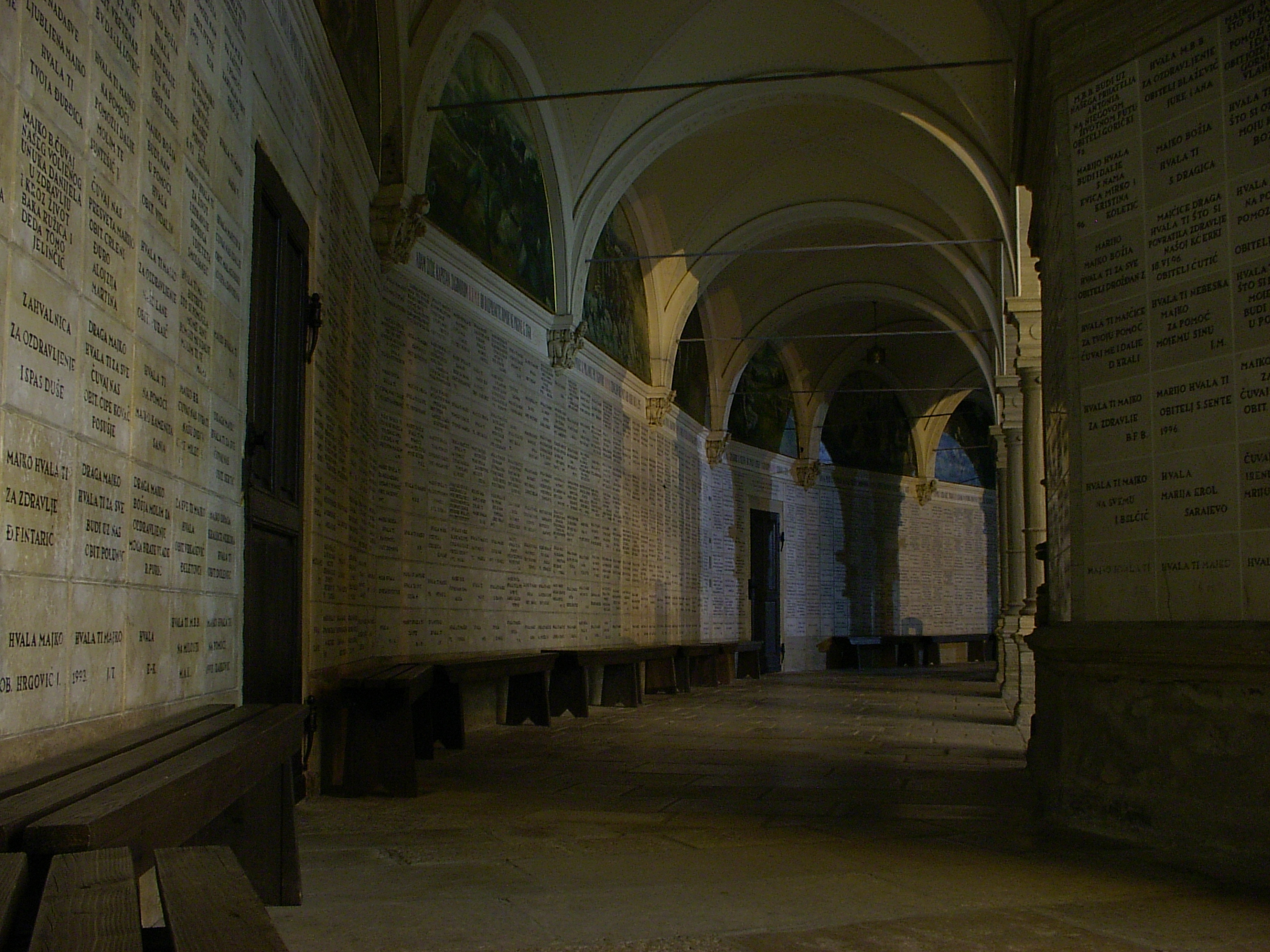
Krużganki wokół bazyliki

Obecny kościół został wybudowany w latach 1879–1882 w stylu neorenesansowym. Wokół niego wybudowano krużganki, które zostały ozdobione obrazami przedstawiającymi 22 cudowne wydarzenia związane z figurą Matki Bożej Bystrzyciej. Podczas budowy nowej świątyni pożar zniszczył cały kościół z wyjątkiem głównego ołtarza i figury. W 1921 roku papież Pius XI nadał bystrzyckiemu kościołowi tytuł bazyliki mniejszej, a arcybiskup Zagrzebia Antun Bauer koronując figurę ogłosił Matkę Boską Królową Chorwatów.
3 października 1998 roku papież Jan Paweł II beatyfikował w Mariji Bistricy kardynała Alojzije Stepinaca.
Na wzgórzu znajdującym się za sanktuarium w latach 1941–1990 zostały wybudowane stacje drogi krzyżowej. Na pomysł budowy tejże wpadł arcybiskup Zagrzebia Antun Bauer, gdy zobaczył Drogę krzyżową na Jasnej Górze podczas Kongresu Eucharystycznego, który odbywał się w Częstochowie w 1935 roku. Pierwsze cztery stacje Drogi Krzyżowej zostały wykonane z marmuru we Włoszech, a kolejne z różnych materiałów wykonali znani chorwaccy rzeźbiarze.
Sanktuarium odwiedza rocznie ok. 900 tys. pielgrzymów

## Galeria

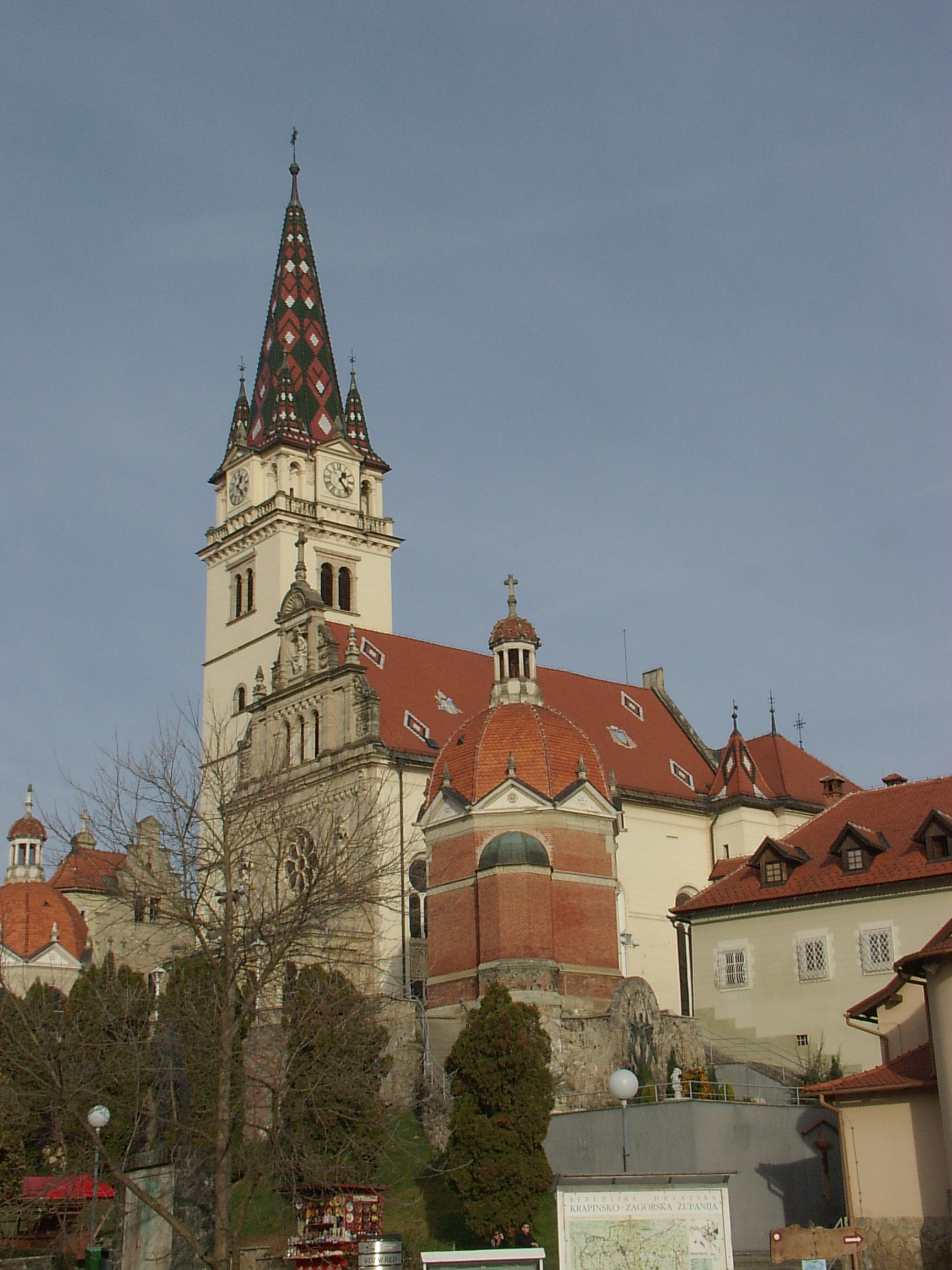
Bazylika.
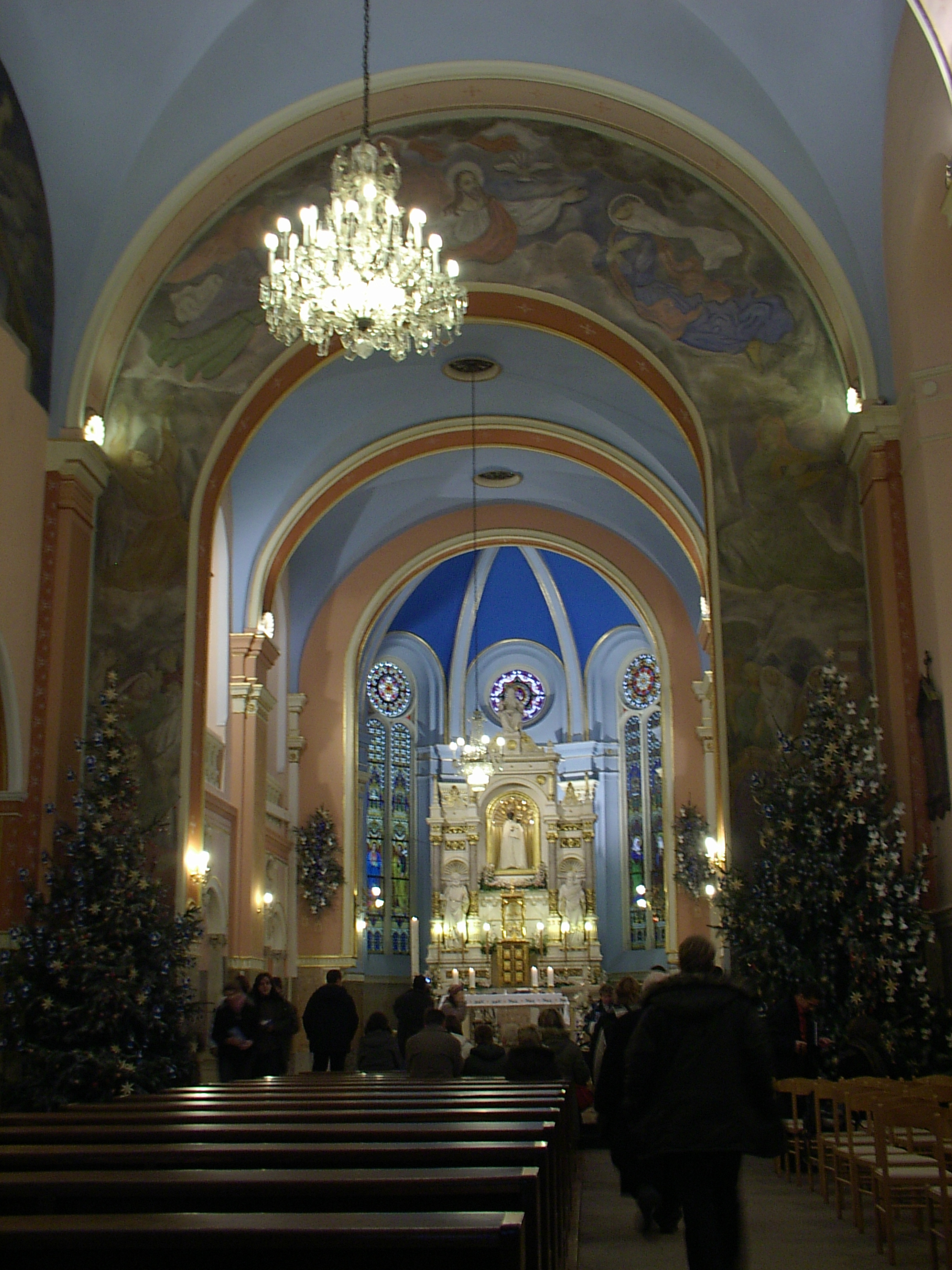
Wnętrze bazyliki.
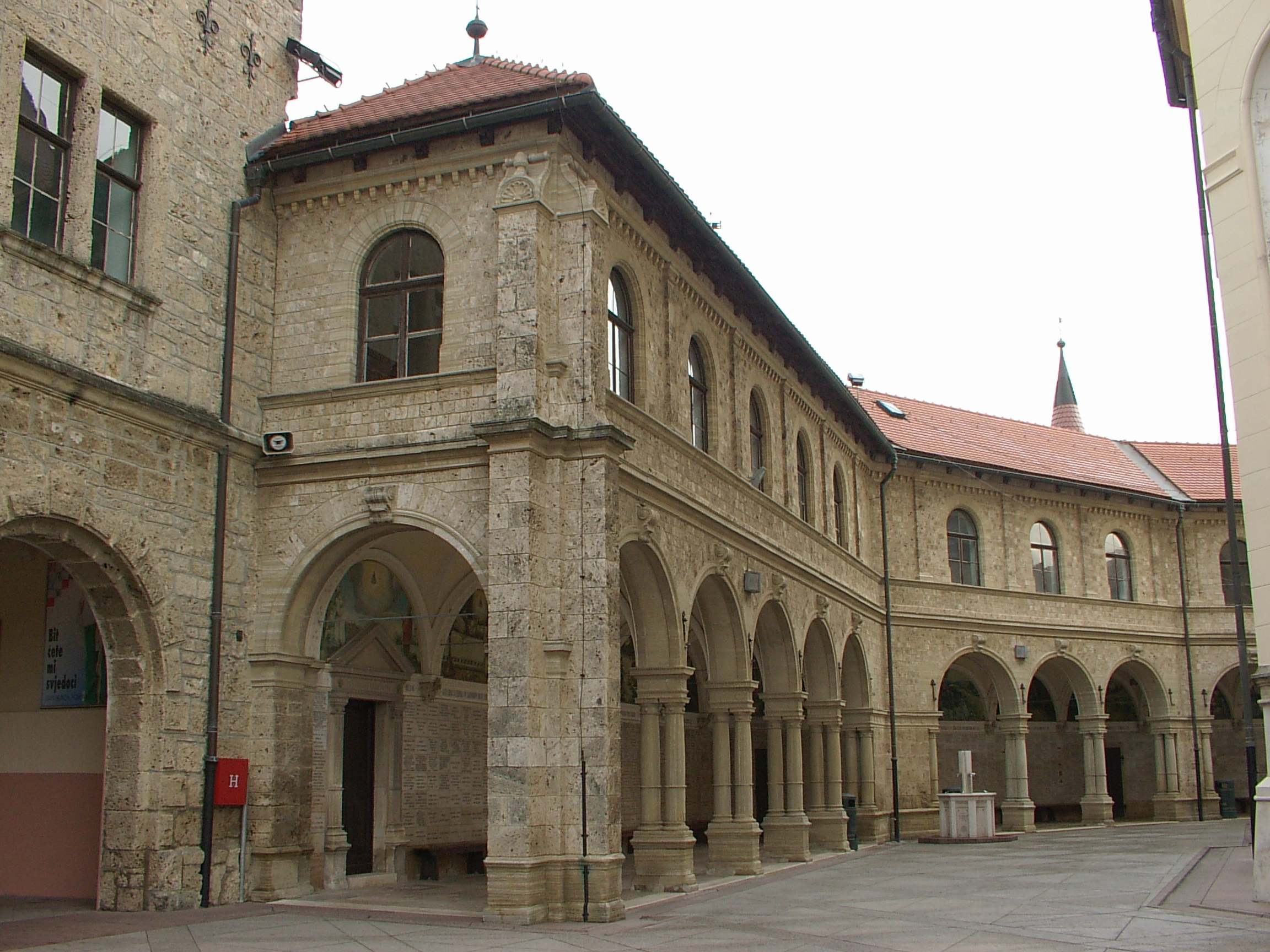
Krużganki.
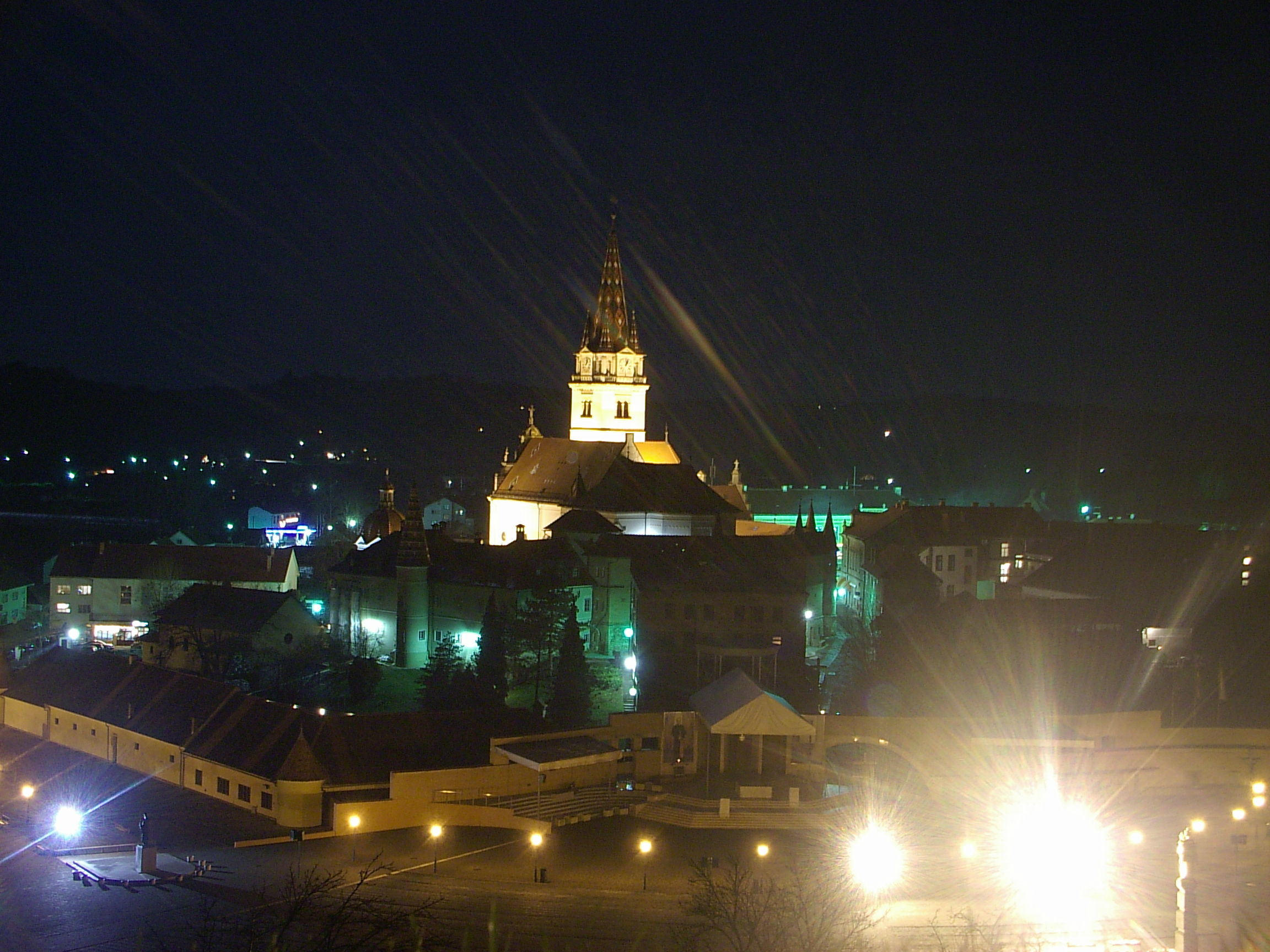
Sanktuarium nocą.
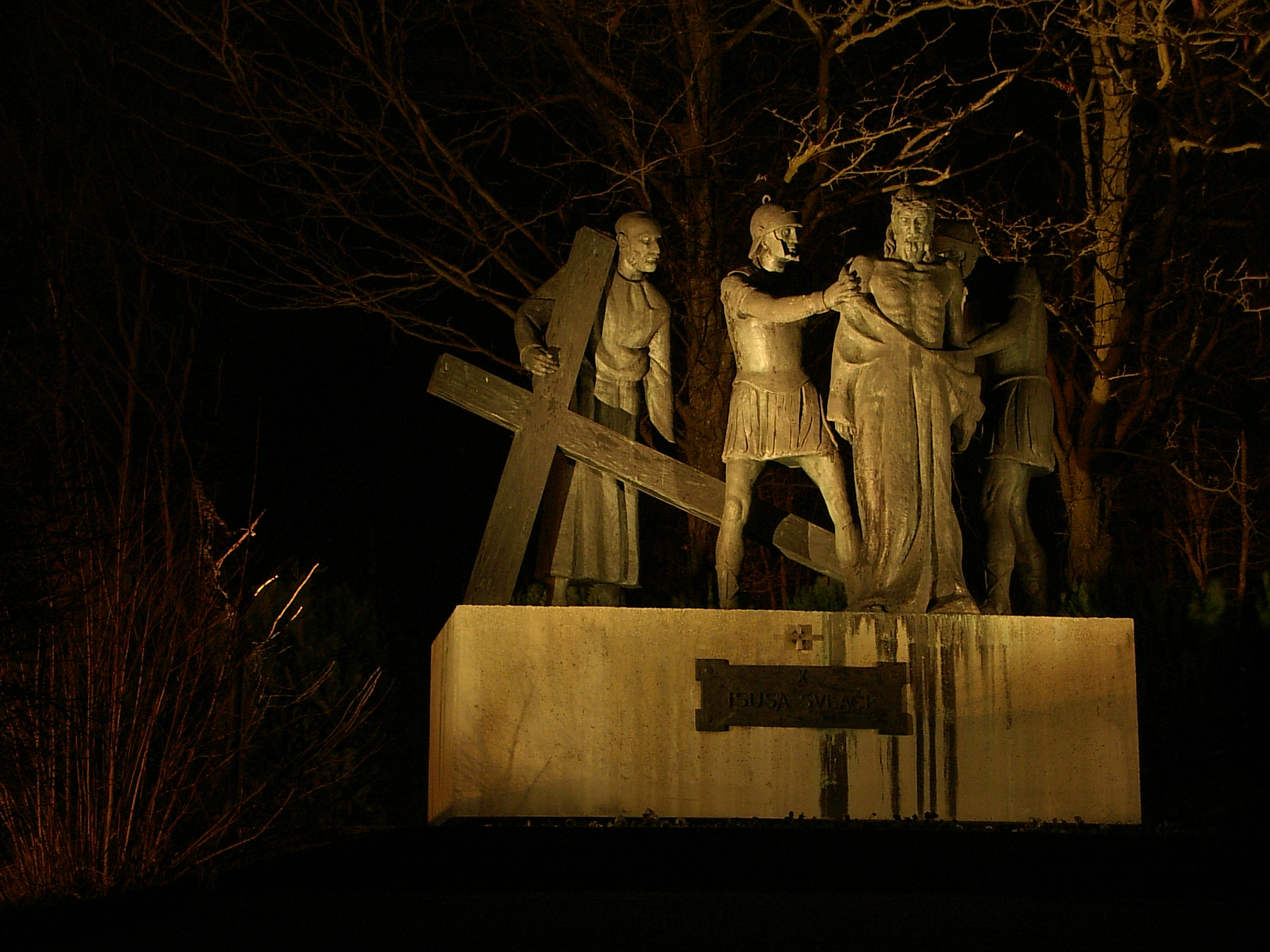
10. stacja Drogi krzyżowej.